# Lysimachia siamensis
Lysimachia siamensis är en viveväxtart som beskrevs av Bonati. Lysimachia siamensis ingår i släktet lysingar, och familjen viveväxter. Inga underarter finns listade i Catalogue of Life.